# Wannehain
Wannehain (Nederlands: Wanhem) is een gemeente in het Franse Noorderdepartement (regio Hauts-de-France). De gemeente maakt deel uit van het arrondissement Rijsel. De gemeente ligt tegen de Belgische grens. Wannehain telde op 1 januari 2022 1.332 inwoners.
In een ver verleden had het dorp een Vlaamsklinkende naam; in de 12de eeuw werd Wenehem geschreven; de huidige naam is daarvan een Franse fonetische nabootsing.

## Geografie
De oppervlakte van Wannehain bedroeg op 1 januari 2022 3,71 vierkante kilometer; de bevolkingsdichtheid was toen 359 inwoners per km².

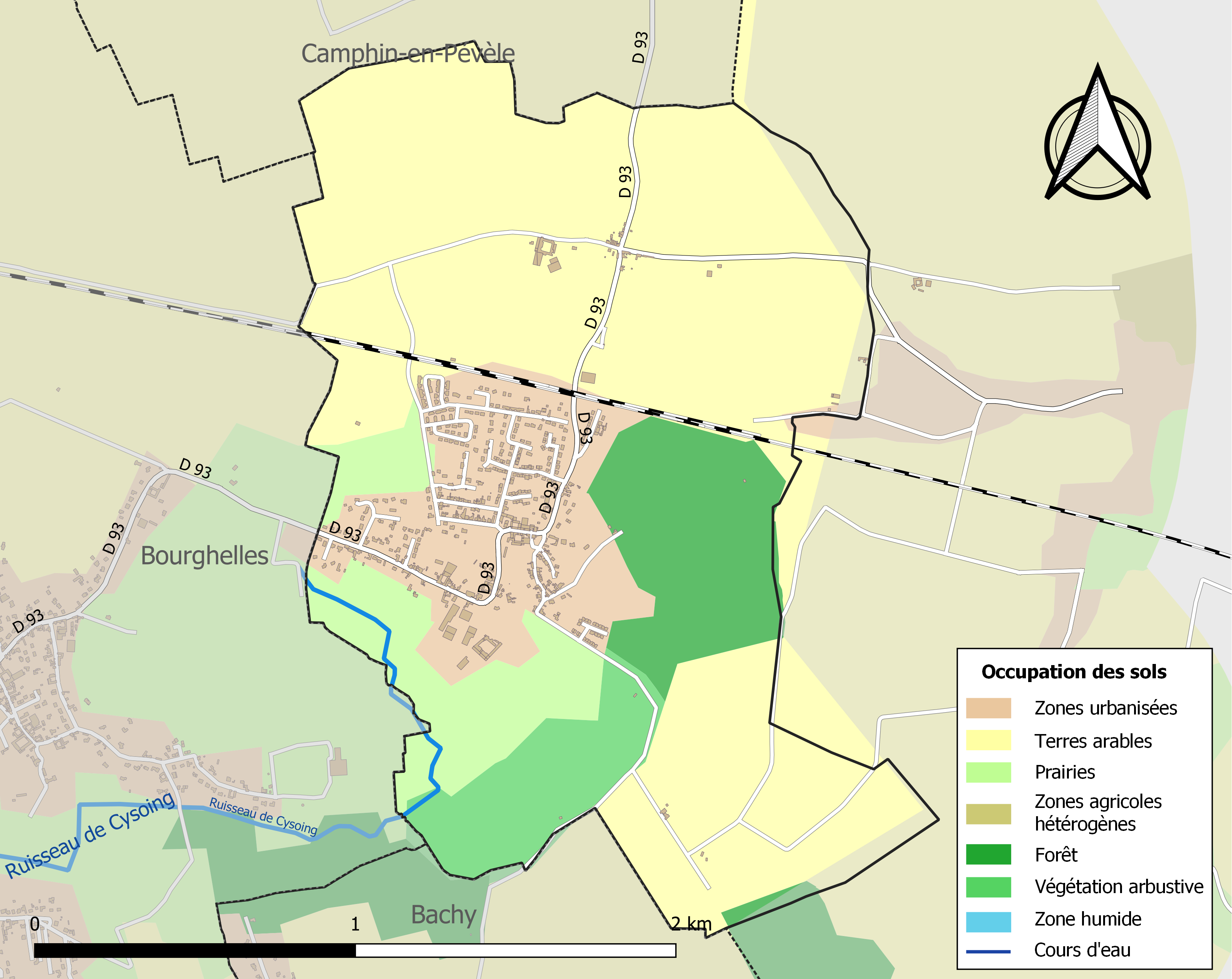
Kaart van de gemeente met belangrijkste infrastructuur, bodemgebruik en omliggende gemeenten

## Bezienswaardigheden
- De Église Sainte-Cécile

## Natuur en landschap
Wannehain ligt direct ten zuiden van de TGV-lijn die Brussel met Parijs verbindt. De hoogte bedraagt 38-56 meter.

## Demografie
Onderstaande figuur toont het verloop van het inwonertal (bron: INSEE-tellingen).

## Nabijgelegen kernen
Bourghelles, Bachy, Camphin-en-Pévèle, Esplechin